# Coleophora perserenella
Coleophora perserenella é uma espécie de mariposa do gênero Coleophora pertencente à família Coleophoridae.